# Longgang (socken i Kina, Jilin)
Longgang är en socken i Kina. Den ligger i provinsen Jilin, i den nordöstra delen av landet, omkring 350 kilometer sydost om provinshuvudstaden Changchun.
Genomsnittlig årsnederbörd är 1 079 millimeter. Den regnigaste månaden är juli, med i genomsnitt 265 mm nederbörd, och den torraste är januari, med 14 mm nederbörd.